# سولیون سیتی (تگزاس)
سولیون سیتی، تگزاس(به انگلیسی: Sullivan City, Texas) شهری در ایالت تگزاس از ایالات جنوبی ایالات متحده آمریکا است. در سرشماری سال ۲۰۰۰، جمعیت این شهر ۳۹۹۸ نفر اعلام شد.